# Азербайджанський алфавіт
Азербайджанський алфавіт — алфавіт азербайджанської мови. У цієї мови є три офіційні алфавітні системи: в Азербайджані — латиниця, в Ірані — арабський, у Росії — кирилиця.

## Історія

### Латинізація

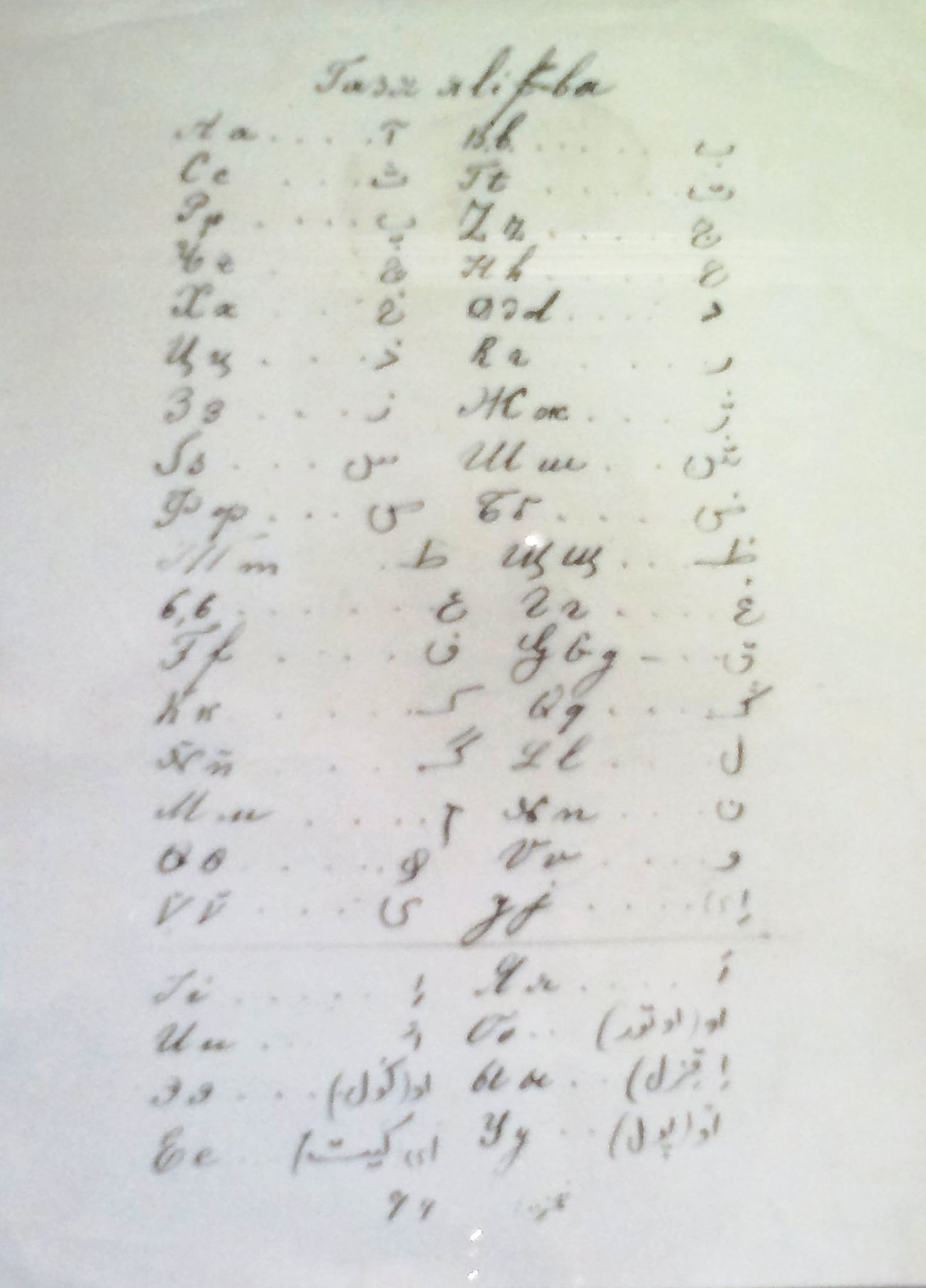
Проєкт нового алфавіту, створений Мірза Фаталі Ахундовим в середині ХІХ ст.

Перші проєкти перекладу азербайджанської писемності на латинську абетку з'явилися в середині ХІХ століття. Один з перших варіантів нової абетки був складений Мірза Фаталі Ахундовим, але далі проєктів справа не просунулася. Ще в 1857 році Ахундов написав свій перший проєкт реформи арабського алфавіту, в якому вказав на недоліки арабського алфавіту й пропонував як їх виправити. В 1863 році Ахундов поїхав в Константинополь, ставлячи ціль перед собою: просунути своє дітище. Але, не дивлячись на його почесті, йому відмовило наукове суспільство «Анджуман-Даниш». У відповідь Ахундов запропонував: «відкинути повністю ісламський алфавіт, прийняти європейську систему письма й писати зліва на право». В результаті роботи над новим проєктом, Ахундов розробив новий алфавіт, створений на європейській системі й має в собі 42 символи (32 приголосні і 10 голосних). В новому проєкті Ахундов зберіг як і старі букви, так і додав нові голосні.
На початку 20 століття питання про перехід на латиницю знову неодноразово піднімався азербайджанською інтелігенцією. За заміну арабського алфавіту виступали: Джаліл Мамедкулізаде, Гасан-бек Зардабі, Наріман Наріманов та інші. В 1919 році при міністерстві освіти Азербайджанської Демократичної Республіки була створена комісія по розробці нового алфавіту. Один із проєктів, представлений А. Єфендизаде, був схвалений й опублікований.
Алфавіт Єфендизаде:
ä b c ç d e ë f g h i j k l m n n̈ o ö p q ƣ r s t u v w x y z ƶ ’ (апостроф)
Події громадянської війни завадили реалізації цього проєкту. Після проголошення Азербайджанської РСР питання про латинізацію азербайджанської писемності знову було визнане актуальним. Після довгих дискусій в 1922 році новий алфавіт був затверджений, а в 1925 році він був введений в офіційне використання нарівні з арабським.
Алфавіт 1922 року: Aa Bb Cc Çç Dd Ee Əə Ff Gg Ƣƣ Hh Ii  Jj Kk Ll Mm Nn Ŋŋ Oo Ɵɵ Pp Qq Rr Ss Tt Uu Vv Xx Yy Zz Ƶƶ  ’ (апостроф)
З 1926 року починаються дискусії про вдосконалення нового алфавіту. В травні 1926 року голова ЦВК Азербайджану Агамалі оглі проголосив латинізацію центральним питанням революції на Сході. В результаті в 1933 році був прийнятий новий алфавіт зі зміненим написанням одних букв і фонетичним значенням інших. Ще одному уточненню азербайджанський латинізований алфавіт піддався в 1983 році (скасована літера N̡n̡).
Алфавіт 1938 року: Aa Bʙ Cc Çç Dd Ee Əə Ff Gg Ƣƣ Hh Ii  Jj Kk Qq Ll Mm Nn Oo Ɵɵ Pp Rr Ss Şş Tt Uu Vv Xx Yy Zz Ƶƶ ’ (апостроф)
Введення нового алфавіту натрапляло на протести християн. В 1928 і 1929 роках і знову в 1931 і 1932 роках по всьому Азербайджану були зафіксовані випадки нападів зі сторони християн по відношенню до вчителів, комсомольців й активісток жінвідділів, які приїжджали в села для навчання читанню й письму на основі нового алфавіту.

### Кирилізація
В травні 1939 року почалося обговорення перекладу азербайджанського алфавіту на кирилицю. Було висунуто й опубліковано у друку багато різних проєктів. Перший проєкт включав букви Аа, Бб, Вв, Гг, Ƣƣ, Дд, Ее, Әә, Жж, Зз, Ии, Йй, Кк, Ққ, Лл, Мм, Нн, Оо, Өө, Пп, Рр, Сс, Тт, Уу, Ўў, Фф, Хх, Һһ, Чч, Ҷҷ, Шш, Ыы, ’ (апостроф). У серпні 1939 року був висунений інший проєкт кирилічного алфавіту: Аа, Бб, Вв, Гг, Gg, Һһ, Ƣƣ, Дд, Ее, Әә, Жж, Зз, Ии, Јј, Кк, Лл, Мм, Нн, Оо, Өө, Пп, Рр, Сс, Тт, Уу, Үү, Фф, Хх, Чч, Шш, Ыы, ’ (апостроф).
В результаті 15 листопада 1939 року був офіційно затверджений новий кирилічний алфавіт, розроблений алфавітною комісією при РНК.
Алфавіт затверджений в 1939 році: Аа, Бб, Вв, Гг, Gg, Һһ, Ƣƣ, Дд, Ее, Әә, Жж, Зз, Ии, Јј, Кк, Лл, Мм, Нн, Оо, Өө, Пп, Рр, Сс, Тт, Уу, Үү, Фф, Хх, Чч, Шш, Ыы, ’ (апостроф)
В 1947 році була виключена буква Цц, яка раніше використовувалася для російських запозичень. В 1959 році та ж доля спіткала літери Ээ, Юю, Яя, а буква Йй була замінена на Jj. Цей алфавіт офіційно діяв до 2001 року. Азербайджанці, які проживають в Дагестані, продовжують використовувати кирилицю досі, хоча в школах на уроках азербайджанської мови викладають латиницею.
| А а | Б б | В в | Г г | Ғ ғ | Д д | Е е |
| Ә ә | Ж ж | З з | И и | Ј ј | К к | Ҝ ҝ |
| Л л | М м | Н н | О о | Ө ө | П п | Р р |
| С с | Т т | У у | Ү ү | Ф ф | Х х | Һ һ |
| Ч ч | Ҹ ҹ | Ш ш | Ы ы | '   |     |     |